# Márcio Araújo (treinador de futebol)
Márcio Longo de Araújo, mais conhecido como Márcio Araújo (São José do Rio Pardo, 7 de maio de 1960) é um ex-futebolista e treinador de futebol brasileiro. Atualmente está sem clube.

## Carreira

### Treinador
Sua primeira atuação foi no Palmeiras em 1997. O início de seu trabalho teve a orientação de Telê Santana. Contudo, por motivos de saúde, Telê ausentou-se do Palmeiras e Márcio conduziu os trabalhos até o fim do Campeonato Paulista do mesmo ano. Atuou, também, no Fortaleza antes de se transferir para o Goiás em 2007.
Em 2008 assumiu o comando do time de Barueri na região metropolitana (Grêmio Barueri), levando o time a Série A do Brasileiro. Em agosto de 2009 assumiu o comando do Figueirense após a saída de Roberto Fernandes do comando técnico.
Em agosto de 2010, Márcio acertou com o Bahia, conseguindo conduzir o clube à Série A de 2011, após 7 anos fora da elite do futebol nacional.
Em setembro de 2011 assume o São Caetano após a demissão de Vadão, o time ocupava o 17º lugar e era um dos favoritos a cair, mas em uma recuperação fantástica, em que o time venceu 7 vezes em 13 jogos, salva o São Caetano do rebaixamento, outro fato é que jogou com 4 dos 5 melhores do campeonato foram: 2 vitórias sobre Sport e Vitória (ambas fora de casa) e 2 empates sobre Portuguesa e Náutico (em casa e fora respectivamente). No dia 25 de Maio de 2012 Márcio Araújo é demitido do comando técnico da equipe do São Caetano, após inicio ruim no Brasileirão 2012 - Série B.
Após três anos sem clube, Márcio Araújo é apresentado como novo treinador do Bragantino após horas do anúncio oficial do desligamento do treinador anterior do clube. Márcio Araújo chega com uma missão nada fácil no Braga, ele pega o time na zona de rebaixamento e vindo de uma sequência de cinco derrotas seguidas no Campeonato Paulista de 2015. Em 20 de março de 2015, o treinador Márcio Araújo foi demitido do comando do Bragantino.

### Estatísticas
| Clube       | Jogos | Vitórias | Empates | Derrotas |
| ----------- | ----- | -------- | ------- | -------- |
| Bahia       | 25    | 12       | 6       | 7        |
| São Caetano | 23    | 10       | 7       | 6        |

## Títulos

### Como jogador
São Paulo
- Campeonato Paulista: 1981 e 1985[2]
- Campeonato Brasileiro: 1986

Portuguesa
- Torneio da Ilha da Madeira: 1988.

### Como treinador
São Paulo
- Copa São Paulo de Futebol Júnior: 1993

Atlético Mineiro
- Campeonato Mineiro: 2000

Guaratinguetá
- Campeonato Paulista do Interior: 2007